# Massimo Zamorani
Massimo Zamorani (Milano, 4 marzo 1926 – Santa Margherita Ligure, 17 ottobre 2018) è stato un giornalista e scrittore italiano.

## Biografia
Volontario sulla linea gotica durante la seconda guerra mondiale per la RSI e poi prigioniero in Algeria e a Taranto, iniziò la carriera di giornalista al quotidiano Il Secolo XIX, e vi restò per vent'anni, la maggior parte dei quali lavorando come inviato speciale. Dopo aver brevemente diretto il Corriere Mercantile, è entrato a il Giornale di Indro Montanelli come caporedattore e inviato speciale.
Nel corso della sua vita viaggiò in Africa, Medio ed Estremo Oriente, America del Nord e del Sud. 
Collaborò con periodici italiani e stranieri. 
Fu corrispondente di guerra raccontando vari conflitti, dalla guerra del Kippur alla Somalia e poi Libano, Algeria, Kurdistan, Mozambico, Namibia, Bosnia, Iraq.
Come scrittore pubblicò, tra l'altro, con Mursia, L'agguato di Matapan, Dalle navi bianche alla linea gotica (con prefazione di Mario Cervi), Luigi Ferraro. Un eroe del mare e curò il volume di Rudyard Kipling La guerra nelle montagne, ripubblicato nel 2016 da RCS con un saggio di 70 pagine firmato da Zamorani dal titolo La lunga marcia degli Alpini.

## Opere
- Massimo Zamorani, Nel cielo di Genova: due secoli di voli, ECIG, 1986. ISBN 8875451761
- Massimo Zamorani, Vola Genova. Cento anni di volo, De Ferrari, 1997. ISBN 9788871721033
- Massimo Zamorani, L'agguato di Matapan. 28-29 Marzo 1941, Ugo Mursia Editore, 2006. ISBN 9788842533641
- Massimo Zamorani, Dalle navi bianche alla linea gotica. 1941-1944, Ugo Mursia Editore, 2011. ISBN 9788842543770
- Massimo Zamorani, Luigi Ferraro. Un eroe del mare, Ugo Mursia Editore, 2013. ISBN 9788842531593